# یری مینا
یری فرناندو مینا گونزالس (اسپانیایی: Yerry Fernando Mina González‎؛ زادهٔ ۲۳ سپتامبر ۱۹۹۴) بازیکن فوتبال اهل کلمبیا است که برای باشگاه کالیاری بازی می‌کند.
در جام جهانی ۲۰۱۸، وی توانست در سه بازی متوالی، ۳ گل برای تیم ملی کلمبیا به ثمر برساند.

## باشگاهی
وی اولین کلمبیایی تاریخ بارسلونا و بلندقدترین بازیکن تاریخ این باشگاه است.
وی سابقه بازی در تیم‌های دپورتیوو پاستو، سانتا فه و پالمیراس را دارد.

## افتخارات

### باشگاهی
سانتا فه
- جام سودامریکانا: ۲۰۱۵
- سوپر جام فوتبال کلمبیا: ۲۰۱۵

پالمیراس
- مسابقه قهرمانی سری آ برزیل: ۲۰۱۶

بارسلونا
- لا لیگا: ۱۸–۲۰۱۷
- کوپا دل ری: ۱۸–۲۰۱۷

### ملی
کلمبیا
- کوپا آمریکا: مقام سوم ۲۰۱۶

### فردی
- تیم منتخب سال مسابقه قهرمانی سری آ برزیل: ۲۰۱۶[۳]
- تیم منتخب سال قهرمانی پائولیستا: ۲۰۱۷[۴]